# Unionistisch federalisme
"Unionistisch federalisme", een term van Maurits Coppieters die teruggaat op het begin van de jaren 60, meer bepaald in de Vlaamse Beweging.
Het unionistisch federalisme is een staatsstructuur waarbij minstens twee deelstaten met eigen grondwettelijke bevoegdheden deel uitmaken van één federale staat.